# JGR-Klasse 7000
Die Klasse 7000, ab 1928 als ED54 bezeichnet, war eine Schnellzuglokomotive der Japanese Government Railways (JGR) mit Buchli-Antrieb. Die beiden Lokomotiven dieser Baureihe waren nur gut zwanzig Jahre im Einsatz, weil die Bahn mit der Wartung der Antriebe, die nur bei diesen beiden Lokomotiven angewandt wurden, nicht zurechtkam.

## Geschichte
Bis in die 1930er-Jahre importierte Japan alle Lokomotiven aus den westlichen Ländern. Neben Lokomotiven von amerikanischen und britischen Herstellern wurden auch solche aus der Schweiz importiert. Es waren dies zwei Güterzuglokomotiven der Klasse 1020 und die beiden Schnellzuglokomotiven der Klasse 7000. Der mechanische Teil der Lokomotiven wurde bei der SLM in Winterthur hergestellt und trug die Fabriknummer 3040 und 3041, der elektrische Teil stammte von BBC in Baden.   

## Einsatz
Die Lokomotiven waren auf der Tōkaidō-Hauptlinie eingesetzt. Die Lokomotive bewährte sich im Betrieb wegen ihrer hohen Leistung und den besseren Laufeigenschaften verglichen mit den Lokomotiven mit Tatzlager-Antrieb. Weil aber nur zwei Lokomotiven dieser Baureihe zur Verfügung standen, waren die Einsatzmöglichkeiten beschränkt und der Aufwand für die Schulung des Personals groß. Die Wartung der Splittergattung war aufwendig. sodass die Einsätze zurückgingen und innerhalb von sechs Monaten nur eine Laufleistung von 180 km erreicht wurde.  
In den 1930er Jahren begann die japanische Industrie eigene Lokomotiven in größeren Stückzahlen zu bauen, sodass die ED 54 abgestellt wurden. Die Lokomotiven wurden im November 1948 ausgemustert. Die ED54-2 war lange Zeit im Depot Ōmiya hinterstellt, mit der Absicht, die Lokomotive in einem Eisenbahnmuseum zu erhalten, wurde aber Mitte der 1960er Jahre abgebrochen wurde. Somit ist keine der beiden Lokomotiven erhalten geblieben.

## Technik

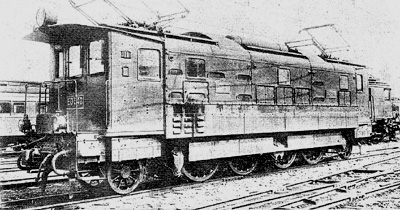
Nicht-Antriebsseite der ED54-2

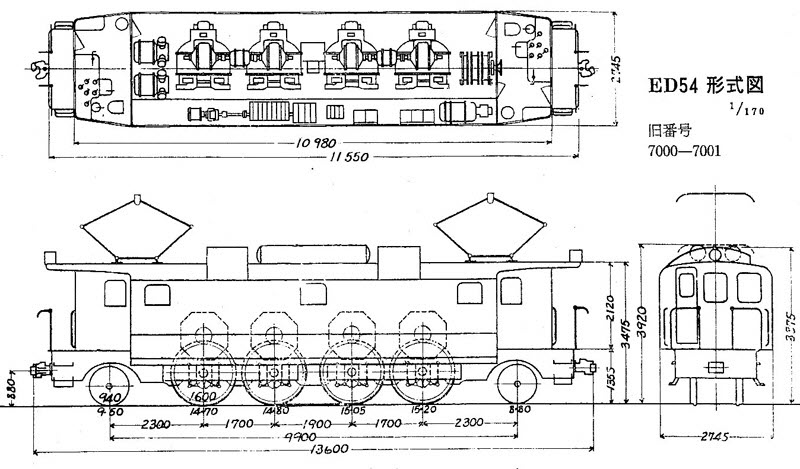
Typenzeichnung der ED54

Fahrwerk der ED54

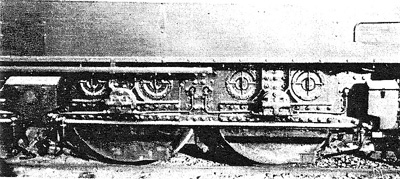
Detail des Buchli-Antriebs

Wie bei allen Lokomotiven mit Buchli-Antrieb hatten die linke und die rechte Seite der Lokomotive ein stark unterschiedliches Aussehen. Die Lokomotive war mit einem tragenden Bodenrahmen ausgeführt, auf dem die Geräte angeordnet waren. Der Lokomotivkasten wurde durch die drei abnehmbaren Hauben über dem Maschinenraum und den beiden Endführerständen gebildet. Vor jedem Führerstand befand sich eine kleine offene Plattform mit der Möglichkeit für den Übergang zum benachbarten Personenwagen. Der Eingang in den Führerstand war durch eine Türe in der Stirnfront auf der Beimannseite. Der Fahrschalter war in Fahrrichtung auf der linken Seite angeordnet. 
Auf der Antriebsseite waren vor den großen Triebrädern die Buchli-Antriebe angeordnet, darüber befand sich im Maschinenraum der Seitengang und die Fahrmotoren. Für die Kühlung war über jedem Fahrmotor ein Radiallüfter angebracht. Auf der Nicht-Antriebsseite befand sich der Anfahrwiderstand, das Nockenschaltwerk und die Umformergruppe. Diese Geräte waren durch Wartungsluken in der Seitenwand zugänglich.  
Das Fahrwerk bestand aus zwei Java-Drehgestellen und zwei verschiebbaren Mittelachsen, was der Lokomotive einen optimalen Kurvenlauf gab.

### Elektrische Ausrüstung
Der Strom wurde über zwei BBC Stromabnehmer vom Typ PS 5 von der Fahrleitung abgenommen. Die Stromabnehmer besaßen nur ein Schleifstück. 
Der Schnellschalter konnte über ein elektropneumatisches Ventil oder von Hand geöffnet werden. Das Überlastrelais öffnete den Schnellschalter selbsttätig. Die Löschung des Lichtbogens wurde durch zwei Blasspulen und einen Stromabsenkungswiderstand unterstützt.
Für das Personal war es ungewohnt, dass sowohl der Hebel des Wendeschalters, wie derjenige des Hauptschalters bei einem Führerstandswechsel abgezogen und mitgenommen werden mussten. Jeder dieser Handgriffe war aus Bronze gefertigt und wog 600 g. Die elektrische Spannung Steuerstromnetzes betrug 100 V.